# آرثر ريتشاردسون (سياسي)
آرثر ريتشاردسون (بالإنجليزية: Arthur Richardson)‏ هو سياسي بريطاني (وحمل سابقاً جنسية المملكة المتحدة لبريطانيا العظمى وأيرلندا)، ولد في 5 فبراير 1860، وتوفي في 27 يونيو 1936. في الانتخابات العامة في المملكة المتحدة 1906 ‏، انتخب عضو برلمان المملكة المتحدة الـ28 عن دائرة Nottingham South ‏ (12 يناير 1906 – 10 يناير 1910) وفي الانتخابات الفرعية في مجلس العموم البريطاني ‏، انتخب عضو برلمان المملكة المتحدة الـ30 عن دائرة روذرهام (5 فبراير 1917 – 25 نوفمبر 1918).